# María Luz Martínez Seijo
María Luz Martínez Seijo (Valladolid, 10 de noviembre de 1968) es una política y profesora española, catedrática de Inglés en el Instituto de Educación Secundaria Julián Marías de Valladolid. Diputada del PSOE por Palencia en el Congreso de los Diputados desde 2015. Portavoz de Educación del GPS en las Cortes de Castilla y León del 2007-2011. Secretaría de Acción Política y Ciudadanía del PSOE de CyL desde octubre del 2014. Miembro del grupo Federal de Educación desde el año 2012. Actualmente es secretaria del área de Política Social, Integración y Cohesión del PSOE y secretaria ejecutiva de Educación y Universidades del PSOE. Como diputada del PSOE por Palencia, es portavoz de la Comisión de Educación y Formación Profesional.

## Biografía
Estudió bachillerato en el Instituto Nuñez de Arce de la capital vallisoletana y posteriormente Filología Inglesa y primer ciclo de Filología Alemana en la Facultad de Filosofía y Letras de la Universidad de Valladolid. 
Como estudiante universitaria asistió a varios congresos internacionales de estudiantes, Lieja (Bélgica) y Eindhoven (Países Bajos) en 1989, 1990 y 1993. 
Fue miembro del Claustro de la Universidad de Valladolid con una participación activa, siendo dirigente de la Coordinadora de alumnos claustrales y miembro de diversas comisiones del Claustro. 
Posteriormente obtuvo una beca de la Universidad Elon en Carolina del Norte, donde realizó cursos de docencia, literatura y cultura anglosajona. De vuelta en España trabajó en los cursos de idiomas ofrecidos por el ICE de la Universidad de Valladolid. Aprobó las oposiciones al cuerpo de profesores de educación secundaria en el año 1993 siendo destinada al IES Trinidad Arroyo y posteriormente a Guardo.
Siendo directora del CFIE de Guardo obtuvo una beca Fulbright del Departamento de Estado de Estados Unidos para formadores de profesores de inglés en Amherst College, Massachusetts. Formó parte del Comité de Selección de candidatos en el 2005 
En el año 2013 se doctoró en la Universidad de Alcalá en el Programa de Planificación e Innovación Educativa con una tesis centrada en los objetivos educativos europeos 2020 y seleccionando el problema del abandono temprano de la educación y formación.
Forma parte del Grupo de Investigación: Inclusión y Mejora educativa: Convivencia y Aprendizaje Cooperativo, Universidad de Alcalá que actualmente llevan a cabo un I+D+I del Ministerio de Educación: Incidencia del aprendizaje cooperativo en la inclusión de alumnos con altas capacidades en la Comunidad de Madrid.
Está casada con Carlos Pedrosa  con la que tiene una hija, Lucía.

## Actividad docente
Durante el curso escolar 1993-94 ejerció como profesora en prácticas en el IES Trinidad Arroyo de Palencia. Posteriormente fue destinada al IES Señorío de Guardo donde estuvo hasta el 1998 en que pasó al Centro de Profesores y Recursos de Guardo como asesora de formación, dos años más tarde se convirtió en la directora del CFIE de Guardo donde ocupó el puesto hasta el 2004. 
En el 2004 obtuvo plaza definitiva en el IES Claudio Prieto de Guardo como profesora de ámbito sociolingüístico hasta el 2009 en que obtuvo traslado al IES Señorío de Guardo como profesora de inglés.
En septiembre de 2013 comenzó la coordinación de un Proyecto de Investigación con la Consejería de Educación de Castilla y León, la Universidad de Valladolid y la Universidad de Alcalá con el título: Estudio del abandono temprano de la educación y formación en Castilla y León: la perspectiva de los jóvenes, familias y profesorado.
En septiembre del 2015 se incorporó a la plantilla del IES Río Duero en Tudela de Duero, donde permaneció hasta su elección como Diputada en las Elecciones Generales de 2015.
Actualmente tiene plaza definitiva en el IES Julián Marías de Valladolid

## Actividad pública
Afiliada a STES desde el 2004 y al Partido Socialista Obrero Español desde 1996, ha ocupado diversos cargos en el PSOE, tanto a nivel local, como provincial y regional.
En la Comisión Ejecutiva Provincial del PSOE de Palencia, ha ocupado, entre otros, los cargos de Secretaria de Educación, Cultura, Patrimonio y Deporte 2008- 2012 y Secretaria de Cultura y Patrimonio 2004-2008 También fue coordinadora de la Organización Sectorial de Educación de Palencia durante varios años.
En la Ejecutiva Local del PSOE de Guardo fue Secretaria de Educación y Juventud, 2000-2004. 
En el año 2012 participó en el Congreso Federal del PSOE celebrado en Sevilla siendo una de las dirigentes del Mucho PSOE por Hacer que apoyaba a Carme Chacón.
Reconocida “Sanchista” desde los inicios de Pedro Sánchez en su camino hacia la Secretaría General del PSOE, coordinó su campaña para las Primarias en Castilla y León en el 2014 y fue una de sus colaboradoras en el ámbito nacional y en su discurso educativo.
Posteriormente fue integrante del equipo de Luis Tudanca en las Primarias de Castilla y León frente a Julio Villarrubia.
Mari Luz Martínez Seijo fue una de los quince diputados que votaron 'no' en la segunda sesión de investidura de Mariano Rajoy para la decimocuarta legislatura del gobierno de España el 29 de octubre de 2016.

## Trabajos y publicaciones
Ha publicado diversos artículos y colaboraciones en Diario Palentino, El Norte de Castilla, Periódico Escuela, El País y Diario Público., el País, el diario.es, Huffington Post, etc.
Ha participado como ponente y conferenciante en temas relacionados con el abandono escolar temprano y programas de bilingüismo.
Como profesora ha coordinado diversas actividades de formación y como asesora y directora de CFIE organizó cursos y seminarios internacionales, así como tomó parte en cursos, congresos y proyectos educativos europeos. 

## Publicaciones
Libros: 
- Coautora y traductora de: Varios autores. (2003). El Manual de los Centros de Recursos de Idiomas, Ediciones Kastaniotis S.A, Atenas. 
- Coautora: Mayoral, V., Carro, L., Martínez, M.L, García, J. (2014).Validación de conocimientos de la formación no reglada para el empleo, Liga Española de la Educación y la Cultura Popular, Madrid 
- Autora: Martínez Seijo, M.L. (2017). "El Contexto de los objetivos educativos europeos: Europa, España y Comunidades Autónomas", Editorial Académica Española, Saarbrücken.
Artículos revistas de Impacto: 
- Reseña: Martínez Seijo, María Luz, Trabajar y aprender contigo: aprendizaje cooperativo. Reseña de "El aprendizaje cooperativo en las aulas" de Torrego Seijo, J. C. y Negro, A. (Coords.) REDIE. Revista Electrónica de Investigación Educativa, vol. 14, n.º 2, 2012, pp. 1-3. Universidad Autónoma de Baja California Ensenada, México.
- Artículo publicado: “Martínez Seijo, M. L., & Torrego Seijo, J. C. (2015). The Road Travelled in Europe towards the 2020 European Objectives in Education. A Spanish Perspective. European Journal of Education. Revista JCR
- Artículo publicado: Martínez Seijo, M. L., & Torrego Seijo, J. C. (2014). Programas y medidas educativas en España para alcanzar objetivos europeos. Revista electrónica de investigación educativa, 16(2), 119-134. 
- Artículo publicado:Seijo, M. L. M., Rumayor, L. R., & Seijo, J. C. T. (2015). Análisis de la situación del Abandono Temprano de la Educación y Formación en Castilla y León. Educatio Siglo XXI, 33(2), 241-260. 
- Artículo Publicado: Martínez Seijo, M. L., (2014).Programas de Bilingüismo: ¿De dónde venimos y a dónde vamos?” Revista de CEAPA, Padres y Madres, junio de 2014. 
- Artículo publicado:MARTÍNEZ SEIJO, María Luz; RAYÓN RUMAYOR, Laura;TORREGO SEIJO, Juan Carlos. LAS FAMILIAS ANTE EL ABANDONO ESCOLAR. Bordón. Revista de Pedagogía, [S.l.], feb. 2017. ISSN 2340-6577.
- Artículo publicado: Martínez Seijo, M.L; Torrego Seijo, J.C.(2017). La intervención sistémica en la prevención y reducción del abandono escolar en Castilla y León. Revista Sistema, Número 246,abril, 43-56.